# Oreste Casalini
Pour les articles homonymes, voir Casalini (homonymie).
Oreste Casalini, né à Naples le 9 juillet 1962 et mort à Rome le 19 juillet 2020, est un artiste, sculpteur italien.

## Biographie
Oreste Casalini est né à Naples en 1962. Il s'installe à Rome et est diplômé de l'Académie des Beaux-Arts de Rome.
À la fin des années 1980, il entreprend une carrière internationale, actif en sculpture et en peinture,  exposant ses œuvres dans des galeries du monde.  Au fil des ans vit et travaille à Berlin, New York, Dubaï et dans le sud de l'Inde. 
En 2010, il crée entre-autres des installations permanentes à Milan et Berlin et participe à la 12e Biennale d'architecture de Venise du projet E-picentro en tant qu'artiste et commissaire de la section In tenda. 
Sa dernière exposition, Forever,  a lieu en décembre 2019, à la galerie Kou à Rome.
Oreste Casalini est mort à Rome le 19 juillet 2020 des suites d'une tumeur aux poumons.

## Expositions
- 1989 : Arte a Roma 1980/89, Nuove situazioni ed emergenze, Galleria Rondanini, Rome.
- 1989 : Casalini - Chiricozzi,  Palazzo Serlupi, Rome.
- 1990 : Akribia, Domah Mladih Gallery, Sarajevo.
- 1991 : Ipotesi Arte giovane, Fabbrica del Vapore, Milan.
- 1992 :  The disappearing pheasant, Casa Italiana Zerilli-Marimò, New York.
- 1997 : Dal reale al virtuale, Temple Gallery, Rome.
- 1998 : I.M.- Trasformations in « Cortocircuito  »,  Palazzo Reale, Naples.
- 2003 : Animal house - DAG Gallery, Livourne.
- 2004 : Arte in cantiere Galleria A.A.M.- Architettura Arte Moderna, Rome.
- 2008 : Antico e Novissimo, Palazzo Mochi-Zamperoli, Cagli.
- 2008 : My People, remporte le LUAS Art Competition, Dublin, Irlande.
- 2010 : Sacrifice in « Polvere negli occhi, nel cuore sogni », Collection Permanente Arte Contemporanea Liceo Bafile, L'Aquila.
- 2010 : Zone ,12e Biennale d'architecture de Venise, projet E-picentro[3],[4].
- 2013 : In equilibrio. Equinozio d'autunno, Centro d'arte contemporanea,  Castello di Rivara[4].
- 2019 : Erosioni, Sporting Beach Arte, Ostie[5].
- 2019 : Per sempre (Forever),galerie Kou, Rome[6].